# Federal de Colòmbia
El federal de Colòmbia (Macroagelaius subalaris) és un ocell de la família dels ictèrids (Icteridae).

## Hàbitat i distribució
Habita la selva pluvial a l'est dels Andes de Colòmbia.